# Chris Eubank Jr.
Christopher Livingstone Eubank (Hove, East Sussex, 18 de septiembre de 1989) es un boxeador británico. Desde 2017, es el campeón de la IBO del peso supermediano y previamente el título interino de la WBA y el Británico del peso mediano entre 2015 y 2016. A partir de octubre de 2017, Eubank está clasificado como el mejor súper mediano activo del mundo por BoxRec, cuarto por la Transnational Boxing Rankings Board, y quinto por la revista The Ring. Es hijo del excampeón mundial de boxeo en dos categorías Chris Eubank.

## Biografía
Eubank nació en Hove, East Sussex, es hijo de Chris Eubank y Karron Suzanne Stephen Martin. Él era un alumno en Brighton College. Eubank también apareció junto a su padre en la serie de televisión At Home with the Eubanks.
A la edad de 16 años, Eubank y su hermano Sebastian se mudaron a los Estados Unidos para vivir con una guardiana llamada Irene Hutton. Fue explicado por su madre Karron como "simple papeleo" y hecho para permitirles obtener la doble ciudadanía sin la necesidad de casarse, y mejorar sus perspectivas de carreras deportivas.

## Carrera amateur
Eubank comenzó su carrera de aficionado en 2007. Con la victoria de su sexta pelea de aficionados, se convirtió en el campeón Amateur de Guantes de Oro del Estado de Nevada en su división de peso de 165 lbs. Con su octava pelea amateur, se convirtió en el campeón Amateur de Guante de Oro de los Estados del Oeste de los Estados Unidos en su división de peso. Terminó su carrera amateur con un récord de 24-2.

## Carrera profesional

### World Boxing Super Series

#### Eubank vs. Yildirim
En el Draft Gala en Monte Carlo el 8 de julio, Chris Eubank Sr., que representó tanto a Abraham como a Eubank, eligió al invicto contendor turco Avni Yildirim (16-0, 10 KOs). La pelea fue confirmada luego de la victoria de Eubank sobre Abraham. El promotor Kalle Sauerland dijo que la confirmación oficial de un lugar y una fecha se anunciaría en las próximas semanas. El 8 de agosto, se anunció que la pelea tendría lugar el 7 de octubre en el Hanns-Martin-Schleyer-Halle en Stuttgart, Alemania, marcándola como la segunda vez que Eubank pelearía fuera del Reino Unido desde que se convirtió en profesional. Eubank usó su velocidad de mano y golpes de poder para detener a Yildirim en el asalto 3 de su pelea para confirmar su lugar en las semifinales del torneo. La pelea llegó a su fin después de una ráfaga de disparos, que no fueron respondidas y el golpe final fue una izquierda a la cabeza que de nuevo arrojó a Yildirim. El árbitro Leszek Jankowiak detuvo la pelea sin contar, mientras Yildirim intentaba levantarse. Algunos de los medios y expertos sintieron que la detención era prematura y Yildirim se estaba recuperando, sin embargo, algunos sintieron que había recibido demasiados golpes en la cabeza. En el ringside después de la pelea, Eubank Jr le dijo a ITV: "Estoy aquí para dominar este torneo. Estoy enviando un mensaje por el que estoy llegando". Eubank conectó 59 de los 201 golpes lanzados (29%), mientras que Yildirim conectó 23 de 91 lanzados (25%). [84] [85] Antes de la pelea, estalló una gran pelea entre la multitud.

##### Eubank vs. Groves
Debido a ganar sus respectivas peleas en octubre de 2017, Eubank y George Groves (27-3, 20 KOs) se iban a enfrentar en la semifinal del torneo. Al principio, el promotor Kalle Sauerland declaró que trataría de reservar la pelea por un estadio en Londres o Manchester. En noviembre de 2017, ITV informó que la pelea estaba programada para el 17 de febrero de 2018 en el Manchester Arena de Manchester, el estadio cubierto más grande de Europa. El ganador de la pelea ganaría su lugar en la final del torneo y también se retiraría con los títulos súper mediano WBA (Súper) e IBO. Las entradas para la pelea se agotaron en siete minutos.

## Récord profesional
| 33 Ganadas (24 KOs), 3 Derrotas |        |                     |      |               |            |                                                       | |
| Res.                            | Record | Oponente            | Tipo | Rd., Tiempo   | Datos      | Localidad                                             | Notas |
| Victoria                        | 33–3   | Liam Smith          | TKO  | 10 (12), 1:45 | 02/09/2023 | Manchester Arena, Manchester                          | |
| Derrota                         | 32–3   | Liam Smith          | TKO  | 4 (12), 1:09  | 21/01/2023 | Manchester Arena, Manchester                          | |
| Victoria                        | 32–2   | Liam Williams       | UD   | 12            | 05/02/2022 | Cardiff International Arena, Cardiff                  | |
| Victoria                        | 31–2   | Wanik Awdijan       | RTD  | 5 (10)        | 16/10/2021 | Newcastle Arena, Newcastle                            | |
| Victoria                        | 30–2   | Marcus Morrison     | UD   | 10            | 01/05/2021 | Manchester Arena, Manchester                          | |
| Victoria                        | 29–2   | Matvey Korobov      | TKO  | 2 (12), 0:34  | 07/12/2019 | Barclays Center, Brooklyn                             | Gana el título interino de la WBA del peso mediano |
| Victoria                        | 28–2   | James DeGale        | UD   | 12            | 23/02/2019 | O2 Arena, Greenwich, Londres, Inglaterra              | Gana el título vacante de la IBO del peso supermediano |
| Victoria                        | 27–2   | JJ McDonagh         | RTD  | 3 (10), 3:00  | 28/09/2018 | King Abdullah Sports City, Arabia Saudí               | |
| Derrota                         | 26–2   | George Groves       | UD   | 12            | 17/02/2018 | Manchester Arena, Manchester, Inglaterra              | Pierde el título IBO del peso supermediano; Por el título de la WBA (Super) del peso supermediano; Semifinales del torneo World Boxing Super Series del peso supermediano. |
| Victoria                        | 26–1   | Avni Yıldırım       | KO   | 3 (12), 1:58  | 07/10/2017 | Hanns-Martin-Schleyer-Halle, Stuttgart, Alemania      | Retiene el título IBO del peso supermediano; Cuartos de final del torneo World Boxing Super Series del peso supermediano.                                                  |
| Victoria                        | 25–1   | Arthur Abraham      | UD   | 12            | 15/07/2017 | The SSE Arena Wembley, Londres, Inglaterra            | Retiene el título IBO del peso supermediano |
| Victoria                        | 24–1   | Renold Quinlan      | TKO  | 10 (12), 2:07 | 04/02/2017 | London Olympia, Londres, Inglaterra                   | Gana el título IBO del peso supermediano |
| Victoria                        | 23–1   | Tom Doran           | TKO  | 4 (12), 2:35  | 25/06/2016 | The O2 Arena, Londres, Inglaterra                     | Retiene el título Británico del peso mediano |
| Victoria                        | 22–1   | Nick Blackwell      | TKO  | 10 (12), 2:21 | 26/03/2016 | The SSE Arena Wembley, Londres, Inglaterra            | Gana el título Británico del peso mediano |
| Victoria                        | 21–1   | Gary O'Sullivan     | RTD  | 7 (12), 3:00  | 12/12/2015 | The O2 Arena, Londres, Inglaterra                     | |
| Victoria                        | 20–1   | Tony Jeter          | TKO  | 2 (12), 0:29  | 24/10/2015 | Sheffield Arena, Sheffield, Inglaterra                | Retiene el título WBA interino del peso mediano |
| Victoria                        | 19–1   | Dmitry Chudinov     | TKO  | 12 (12), 2:11 | 28/02/2015 | The O2 Arena, Londres, Inglaterra                     | Gana el título WBA interino del peso mediano |
| Derrota                         | 18–1   | Billy Joe Saunders  | SD   | 12            | 29/11/2014 | ExCeL, Londres, Inglaterra                            | Por los títulos European, British, y Commonwealth del peso mediano |
| Victoria                        | 18–0   | Omar Siala          | TKO  | 2 (8), 1:50   | 25/10/2014 | Echo Arena, Liverpool, Inglaterra                     | |
| Victoria                        | 17–0   | Ivan Jukic          | TKO  | 1 (10), 2:32  | 26/07/2014 | Phones 4u Arena, Manchester, Inglaterra               | |
| Victoria                        | 16–0   | Štěpán Horváth      | TKO  | 6 (8), 2:08   | 07/06/2014 | Metro Radio Arena, Newcastle, Inglaterra              | |
| Victoria                        | 15–0   | Robert Swierzbinski | TKO  | 7 (8), 1:03   | 10/05/2014 | Liverpool Olympia, Liverpool, Inglaterra              | |
| Victoria                        | 14–0   | Sandor Micsko       | TKO  | 2 (8), 1:43   | 12/04/2014 | Copper Box Arena, Londres, Inglaterra                 | |
| Victoria                        | 13–0   | Alistair Warren     | RTD  | 3 (8), 3:00   | 22/02/2014 | York Hall, Londres, Inglaterra                        | |
| Victoria                        | 12–0   | Frankie Borg        | TKO  | 6 (6), 2:48   | 16/11/2013 | Bluewater, Stone, Inglaterra                          | |
| Victoria                        | 11–0   | Alexey Ribchev      | TKO  | 3 (8), 1:45   | 14/09/2013 | Magna Science Adventure Centre, Rotherham, Inglaterra | |
| Victoria                        | 10–0   | Tyan Booth          | TKO  | 8 (8), 2:31   | 08/06/2013 | Bluewater, Stone, Inglaterra                          | |
| Victoria                        | 9–0    | Olegs Fedotovs      | TKO  | 2 (8), 1:55   | 08/12/2012 | Bonus Arena, Hull, Inglaterra                         | |
| Victoria                        | 8–0    | Bradley Pryce       | PTS  | 8             | 01/12/2012 | Odyssey Arena, Belfast, Irlanda del Norte             | |
| Victoria                        | 7–0    | Ruslans Pojonisevs  | PTS  | 8             | 13/10/2012 | Bluewater, Stone, Inglaterra                          | |
| Victoria                        | 6–0    | Tadas Jonkus        | TKO  | 3 (6), 2:29   | 22/09/2012 | Arena Nord, Frederikshavn, Dinamarca                  | |
| Victoria                        | 5–0    | Terry Carruthers    | PTS  | 6             | 07/07/2012 | Hand Arena, Clevedon, Inglaterra                      | |
| Victoria                        | 4–0    | Harry Matthews      | PTS  | 6             | 12/05/2012 | Hillsborough Leisure Centre, Sheffield, Inglaterra    | |
| Victoria                        | 3–0    | Paul Allison        | TKO  | 4 (6)         | 14/04/2012 | Odyssey Arena, Belfast, Irlanda del Norte             | |
| Victoria                        | 2–0    | Jason Ball          | PTS  | 6             | 18/02/2012 | Magna Science Adventure Centre, Rotherham, Inglaterra | |
| Victoria                        | 1–0    | Kirilas Psonko      | TKO  | 4 (6), 1:46   | 12/11/2011 | EventCity, Manchester, Inglaterra                     | Debut profesional de Eubank Jr. |